# Пикник на обочине
«Пикни́к на обо́чине» — философская фантастическая повесть братьев Стругацких, впервые изданная в 1972 году. Повесть лидирует среди прочих произведений авторов по количеству переводов на иностранные языки и изданиям за пределами бывшего СССР. По состоянию на 2003 год, Борис Стругацкий насчитал 55 изданий «Пикника» в 22 странах.
По мотивам повести режиссёр Андрей Тарковский в 1979 году снял фильм «Сталкер», братья Стругацкие выступили авторами сценария.
На английском языке повесть опубликована в переводе Антонины Буис.
Предисловие к первому американскому изданию (MacMillan Publishing Co., Inc, New York, 1977) написал Теодор Старджон. Послесловие к немецкому изданию 1977 года написал Станислав Лем, который высоко оценил это произведение.
Термин «сталкер» (от англ. to stalk — «идти крадучись») устойчиво вошёл в русский язык и, по признанию авторов, стал самым популярным из созданных ими неологизмов. В контексте книги сталкер — это человек, который, нарушая запреты, проникает в Зону и выносит из неё различные артефакты, которые впоследствии обычно продаёт и тем самым зарабатывает на жизнь. В русском языке после фильма Тарковского этот термин приобрёл смысл проводника, ориентирующегося в различных запретных и малоизвестных другим местах и территориях. Позднее сталкерами также стали называть любителей индустриального туризма, особенно посещающих заброшенные объекты и города-призраки.

## Создание и публикации
Произведение было написано братьями Стругацкими в 1971 году (первые наброски сделаны с 18 по 27 января в Ленинграде, чистовой вариант закончен с 28 октября по 3 ноября в Комарове).
Впервые повесть опубликована с продолжением в 1972 году в ленинградском журнале «Аврора». В 1973 году отрывок (фрагмент пролога и начало первой части) был напечатан в составе 25 тома «Библиотеки современной фантастики». Повесть также публиковалась в газете «Молодёжь Эстонии» (Таллин) с декабря 1977 по февраль 1978 годов.
«Пикник на обочине» не удавалось выпустить книжным изданием в Советском Союзе на протяжении восьми лет — первый договор на издание его в составе сборника был заключён авторами с издательством «Молодая гвардия» в 1972 году, готовая рукопись была одобрена и прошла первую редактуру в 1973 году, однако из-за последующих многочисленных проволочек и откровенного саботажа нового состава редакции сборник под названием «Неназначенные встречи» вышел только в 1980 году в изменённом составе и с многочисленными исправлениями в тексте «Пикника», часто неосмысленными (например, название города «Хармонт» было изменено на «Мармонт», название группы сталкеров «Варр» — на «Веер» и т. д.), а в других случаях отражающие эстетические и идеологические установки редакции (убраны «грубые» реплики персонажей, добавлены «материалистические» объяснения для некоторых порождаемых Зоной явлений и т. д.). Значительная часть связанных с историей этой публикации документальных материалов (в том числе переписка авторов с редакцией с обсуждением претензий и предлагаемой правки) опубликована в рамках проекта «Неизвестные Стругацкие». Первое англоязычное издание вышло в США в 1977 году
Затем повесть была опубликована в 1984 году в сборнике «За миллиард лет до конца света» (М.: «Советский писатель», сборник переиздан также в 1985 году) по тексту журнальной публикации и в 1988 году в сборнике «Повести» (Л.: «Лениздат»).
В 1989 году в издательстве «Юридическая литература» вышел двумя изданиями под разными обложками авторский сборник с «Пикником на обочине», текст которого значительно отличался от всех ранее и впоследствии опубликованных вариантов — это было обусловлено тем, что Аркадий Стругацкий (вероятно, по ошибке) передал в издательство один из черновых вариантов.
Впоследствии произведение регулярно переиздавалось.
Полностью восстановленный и наиболее близкий к авторскому замыслу текст вышел в полном собрании сочинений, выпущенном московским издательством «Текст» в 1991 — так называемое «белое» издание, — в томе седьмом; в книжной серии «Миры братьев Стругацких» (1997); а также включён (с некоторыми исправлениями) в так называемое «чёрное» собрание сочинений Стругацких, выпускавшееся в 2000—2003 годах. Этот текст используется во всех последующих изданиях последних лет.

## Сюжет
Действие повести происходит на Земле предположительно в 1970-е годы в городке Хармонт, в выдуманной англоязычной стране.
Примерно за 13 лет до начала описываемых в книге событий в нескольких местах на земном шаре возникает шесть «зон» — областей, в которых начинают происходить странные явления, нарушающие известные законы физики. Зоны расположены вдоль плавной линии на поверхности Земли, проекции так называемого радианта Пильмана — точки, лежащей на прямой, соединяющей Землю и Денеб. Быстро выяснилось, что людям и животным проживать в Зонах очень опасно, и всё население было из них срочно эвакуировано. Территории Зон были обнесены ограждением, взяты под строгую охрану и официально стали предметом осторожного научного изучения. Также очень быстро обнаруживается, что в Зонах много артефактов непонятного предназначения. Некоторые из них весьма полезны — например, могут лечить болезни, некоторые просто странные игрушки, а некоторые — крайне опасны.
Предполагается, что Зоны созданы представителями внеземной цивилизации, и строится множество гипотез, по-разному объясняющих, что они собой представляют и каким образом нужны инопланетянам для контакта с жителями Земли. Один из героев книги, лауреат Нобелевской премии доктор Валентин Пильман, образно предполагает, что все артефакты — «пустышки», «этаки», «браслеты» — это всего лишь космический мусор, оставленный инопланетянами на планете Земля во время случайного посещения, сродни пустым банкам и бутылкам, забытым после человеческого пикника на обочине дороги.
Одна из основных тем — нравственный выбор тех, в чьи руки попадают артефакты Зоны, то, как ими воспользуется человечество, которое, строго говоря, плохо понимает, в чём предназначение этих опасных вещей, неизвестно зачем оставленных пришельцами.
Одна из Зон находится в черте города Хармонт. Главный герой книги Рэдрик Шухарт, житель Хармонта, становится сталкером, то есть зарабатывает на жизнь, вынося из Зоны артефакты, обладающие необычными свойствами и стоящие больших денег. Сюжет произведения складывается из отдельных эпизодов жизни Шухарта (в начале повести ему 23 года, в конце — 31). Большую часть жизни он был нелегальным сталкером, то есть преступником, в связи с чем сидел в тюрьме, хотя известно, что в молодости он работал лаборантом Хармонтского филиала Международного института внеземных культур.
У сталкеров, как правило, рождались дети с многочисленными физическими и биологическими отклонениями от нормы, причины этой аномалии медицина найти не могла (в частности, радиации и химических токсикантов в атмосфере Зоны не было). Не избежала этой участи и единственная дочь Шухарта — Мария (домашнее прозвище Мартышка). Рэдрик любит жену и дочь, но заботиться о них постоянно у него не получается из-за частых отсидок. Тем не менее он не может отказаться от походов в Зону, разрушающую его жизнь (отчасти из-за желания получать большие деньги и не считать их, но главным образом — из-за магнетического притяжения Зоны, понятного только настоящему сталкеру). Только в Зоне он чувствует себя на своём месте и жить без неё уже не может.
В конце книги Шухарт планирует и осуществляет свою заключительную миссию в Зоне: он решает найти «Золотой шар» — артефакт, который, согласно легенде, может выполнить самое сокровенное желание того, кто его обнаружит. Шухарт идёт к Шару, будучи глубоко разочарованным жизнью человеком, в последней надежде вылечить дочь. Сложность миссии состоит не только в том, что дорога к Шару смертельно опасна, но и в том, что последняя ловушка на пути к нему требует жертвы — одной человеческой жизни. И Шухарт приносит эту жертву в виде своего спутника, юноши, который напросился к нему в ученики — Артура Барбриджа.
Отец Артура — старейший сталкер по прозвищу Стервятник, известный тем, что ходившие с ним в Зону часто не возвращались. У Барбриджа двое нормальных здоровых детей — исключение среди сталкеров. Барбридж по секрету сообщил Шухарту, что вымолил себе детей у Золотого шара. Сам он больше не может дойти до места, где находится артефакт, потеряв в Зоне обе ноги — тогда его вытащил на себе Рэдрик. Стервятник раскрыл Шухарту местонахождение Шара и расставленные на пути к нему ловушки, одна из которых требует «жертвоприношения» («мясорубка»), не только из благодарности — он надеется, что Шухарт сможет вернуть ему ноги.
Финал книги остаётся открытым — Артур погибает в «мясорубке», Рэдрик подползает к Шару, тщетно пытаясь сформулировать своё самое сокровенное желание. Он вспоминает всю свою искалеченную жизнь, пытается вспомнить что-то светлое, но не получается. В итоге он не может придумать ничего, кроме того, что воскликнул Артур за несколько секунд до своей смерти: «Счастье для всех, даром, и пусть никто не уйдёт обиженный!»

## Зона
«Зона» представляет собой участок местности на Земле, результат так называемого Посещения. На Земле насчитывается шесть Зон. Зоны необитаемы, в них не могут жить люди и животные. Многие из тех, кто не успел вовремя эвакуироваться из Зон, пострадали — ослепли, перенесли неизвестные человечеству заболевания. Существует легенда, что в одной из областей Зоны остались жить люди, пережившие мутации.
В Зону, которая возникла недалеко от города Хармонт, входят городские руины, здание завода, карьер, пустынная равнинная местность и горы. Предположительно, её площадь достигает сотен квадратных километров. Зона содержит в себе большое число аномалий, в том числе и различных «ловушек», представляющих опасность для человека. Расположение аномалий в зоне постоянно меняется, несмотря на то, что в присутствии людей зона кажется «статичной». У Зоны есть собственная чётко очерченная граница, то есть никакие аномалии (например, переносимый ветром «жгучий пух»), на первый взгляд беспорядочно перемещающиеся по Зоне, никогда не пересекают её границ. Зона также окружена «периметром», который охраняется военными. Официально в неё можно было попасть через «предзонник» расположенного рядом с ней Международного института внеземных культур. Повышенного электромагнитного или радиационного фона в Зоне не наблюдается.
Сталкеры, которые посещают Зону на свой страх и риск, ориентируются в ней благодаря своим чрезвычайно развитым рефлексам, интуиции и, возможно, какой-то сверхчувствительности (Рэдрик Шухарт описывает у самого себя внезапные приступы, когда он начинал различать запахи так же хорошо, как собака). Типичный способ прокладывать новый маршрут в Зоне — это бросать перед собой гайки, которые могут выявить опасные флуктуации типа «комариных плешей» (областей усиленной гравитации).

## Характер главного героя
По мнению советского литературоведа Ю. С. Смелкова, сюжетное напряжение «Пикника на обочине» поддерживается не столько событийным рядом, сколько эволюцией характера Рэдрика Шухарта. Его характер неоднозначен и незауряден: храбрость, достигающая отчаянности, хладнокровность, решимость и ловкость (в его случае это профессионально необходимые качества), в какой-то мере — самоотверженность и честность. Однако при этом Рэд — явный индивидуалист и не может понять простую истину: если человек — только за себя, рано или поздно логика жизни приведёт его к тому, что он неизбежно станет опасностью для других. Несмотря на множество положительных черт характера, Рэдрик обладает такими качествами, как социальная примитивность, неумение критически отнестись к действительности (фактически он безоговорочно её принимает, пусть и нарушает некоторые законы и правила). Он смутно ощущает, что что-то в его жизни, его мировоззрении неверно, и отсюда невольное уважение к Кириллу Панову — бескорыстному человеку, преданному науке:25—26 [нейтральность?].
На глазах читателя Рэдрик проходит тяжёлый путь познания: пребывание в тюрьме; смерть людей; боль, которую он испытывает, глядя на свою дочь-мутанта. И виной тому — не Зона и пришельцы, а люди. Стругацкие показывают ситуацию вполне реальную, многократно описанную в нефантастической литературе: человек, субъективно добрый и честный, приносит себе и окружающим зло из-за своей социальной близорукости. Фантастическое допущение (Зона) придаёт этой ситуации особую остроту, поскольку действия героя при учёте этого допущения могут повлиять на судьбу человечества:26—27 [нейтральность?].
В конце повести, размышляя около Золотого шара, Рэдрик осознаёт, что не готов духовно и нравственно к встрече с артефактом, исполняющим желания. В финальном сбивчивом, спотыкающемся внутреннем монологе Рэдрика выражена одна из важнейших проблем современности — диспропорция между физическим могуществом человека и уровнем его социально-этического развития. На этом завершается событийный ряд, исчерпывается приключенческий сюжет, и остаётся только драма характера, предельно острый внутренний конфликт. Хотя Рэдрик осознавал и ранее, что мало разбирается в природе общества, в котором он живёт, он ранее не считал это существенным — и лишь сейчас, в финале, начинает воспринимать это как недостаток, даже как трагедию:27—28 [нейтральность?].
В отличие от внешнего событийного ряда, драма характера не заканчивается в финале — напротив, можно представить себе несколько продолжений, несколько вариантов поведения Рэдрика в будущем. Герой Стругацких так же самостоятелен, способен к саморазвитию характера, как и герой нефантастической литературы. Сложность его характера во многом связана с проблематикой повести: в «Пикнике на обочине» фантастика не самоценна, а выступает в качестве метафоры НТР, и неизбежно встаёт вопрос, как сможет человек распорядиться собственным открытием (достижениями внеземного разума), насколько он социально подготовлен к новой ситуации. Рэдрик Шухарт перед Золотым шаром похож на дикаря перед компьютером, но это невежество — следствие как личных его качеств, так и социальных обстоятельств, определяющих уровень его самосознания. Однако учёный Валентин Пильман, которого интересует только сам факт посещения Земли внеземной цивилизацией, а не его последствия, тоже вряд ли сумел бы найти нужные слова, окажись он на месте Рэдрика Шухарта перед Золотым шаром, поскольку уровень их социального развития примерно одинаков:28—30 [нейтральность?].
Но Рэдрик Шухарт — не только воплощение характерологических признаков определённой социальной группы; он — личность, незаурядная и интересная. Именно такой герой, вызывающий не только интеллектуальный, но и эмоциональный отклик читателя, требовался самой логикой повести. Интеллектуально-философского диспута на актуальную тему, как в более традиционной научной фантастике, уже недостаточно, требуется герой, само присутствие которого в тексте предполагает сопереживание человеку, на себе испытывающему злободневность темы:30. Потребность в таком герое возникает в фантастике тогда, когда социальные проблемы, затрагиваемые автором, приобретают ярко выраженную этическую окраску. Этические проблемы, носящие абстрактный, не наполненный конкретным личностным содержанием характер, вряд ли могут быть адекватно воплощены в художественном произведении, поэтому фантастике, затрагивающей этические аспекты НТР, герой-личность стал необходим. Герою повести необходимо решать этические проблемы — отсюда психологизм повести, более углублённый, чем в предыдущих произведениях Стругацких:36 [нейтральность?].
Финал повести может показаться менее оптимистичным, чем характерно для многих других современных Стругацким научно-фантастических произведений. Однако связан этот кажущийся пессимизм с тем, что фантастическая ситуация в повести ставит перед героем задачу найти нравственную панацею для человечества — задачу, неразрешимую не только для героя, но и для общества, в котором он живёт. Тем не менее важнее тут — нравственное и интеллектуальное бесстрашие героя, пытающегося справиться с этой задачей и делающего всё от него зависящее, чтобы она была рано или поздно разрешена. Важнее то, что, несмотря на свой индивидуализм, Рэдрик Шухарт вдруг осознаёт: его счастье каким-то образом связано со счастьем всех, живущих на Земле, и пробует отыскать формулу всеобщего счастья, вместо того чтобы попросить у Золотого шара исполнения личных желаний:37 [нейтральность?].

## Персонажи произведения
- Алоиз Макно — полномочный агент Бюро эмиграции. Агитировал хармонтцев уехать из окрестностей Зоны. При этом Бюро обеспечивало подъёмные средства, трудоустройство, а молодым — возможность учиться. Впоследствии, с установлением связи роста числа эмигрантов из Зон в отдельных регионах с увеличением в них количества природных и техногенных неблагоприятных происшествий и катастроф, эмиграция была запрещена.
- Артур Барбридж (в некоторых вариантах книги — Арчибальд) — сын Стервятника Барбриджа. Был «выпрошен» папашей у Золотого шара. Молодой идеалист. Рэдрик Шухарт был о нём крайне низкого мнения — ещё один романтичный дурак, который «увлёкся Зоной», не зная, что это такое. Но после гибели Артура у Золотого шара Шухарт решает повторить его фразу… К чему это привело и возможно ли вообще «счастье для всех», авторы умалчивают — книга на этом заканчивается.
- Бенни — работник в бардачке Ричарда Г. Нунана. Точный род занятий не упоминается — что-то среднее между швейцаром, официантом и вышибалой. Плохо слышит. Сам Нунан считает его стариком и подумывает, не отправить ли его на пенсию.
- Господин Лемхен — начальник Ричарда Нунана как агента. Сам Нунан намекает на его генеральское звание. Руководит секретной службой, контролирующей поступление артефактов из Зоны. Знает каждого сталкера по имени и прозвищу.
- Гута Шухарт — жена Рэда Шухарта и объект его постоянной заботы. Сильный и волевой человек. Выдерживает свалившиеся на неё беды.
- Гуталин — чернокожий друг Рэда, координатор общества Воинствующих Ангелов. «Сталкер наоборот» — скупает артефакты и возвращает их в Зону.
- Джеймс Каттерфилд, Мясник — хирург, светило своего штата. Первый в мире врач — специалист по нечеловеческим заболеваниям человека. Смог добиться этого, когда изучал на покалеченных сталкерах неизвестные ранее болезни, уродства и повреждения человеческого организма. Плату брал не только деньгами, но и «хабаром» (артефактами), который применял в своей медицине.
- Дина Барбридж — дочь Стервятника Барбриджа. Красивая и циничная, в отличие от своего романтичного и открытого брата, молодая женщина, «ведущая рассеянный образ жизни».
- Доктор Валентин Пильман — исследователь феноменов Зоны, лауреат Нобелевской премии по физике, якобы первооткрыватель «радианта Пильмана», хотя сам он это отрицает.
- Доктор Кирилл Панов — советский исследователь, доказавший, что «пустышка» — это магнитная ловушка. Дружил с Шухартом во времена его работы в МИВК. Трагически погиб от разрыва сердца после одного из походов в Зону (предположительно, в результате соприкосновения с «серебристой паутиной»). Рэдрик винил в его смерти себя и, вероятно, именно после этого бросил работу в Институте.
- Доктор Сэм Дуглас — сотрудник МИВК. Погиб при неуказанных обстоятельствах через 12 лет после Посещения. На него Кирилл «свалил» информирование о нахождении «полной пустышки», дабы снять с Рэдрика подозрения в том, что тот является сталкером.
- Капитан Вилли Херцог — начальник охраны института.
- Капитан Квотерблад — один из полицейских, охраняющих Зону от посещений сталкерами. Постоянно пытается убедить Шухарта бросить сталкерство. Оба раза, когда Рэд попадает за решётку, его ловит Квотерблад.
- Костлявый Фил — скупщик артефактов.
- Креон-Мальтиец — сталкер. В начале книги пытался стать учеником Шухарта, но получил отказ. Позднее стал наиболее опытным сталкером из оставшихся в живых, связался со Стервятником Барбриджем и под видом «офицерских пикников» подготавливал новичков-сталкеров. Ухаживал за Диной Барбридж, но без особого успеха.
- Мадам — одна из работниц публичного дома (судя по всему, «мамаша»), владельцем которого является Нунан.
- Мария Шухарт — дочь Рэдрика Шухарта. Мартышка — её прозвище: дети сталкеров не были полноценными людьми, и дочь Шухарта полностью покрыта шерстью. В раннем детстве вела себя как нормальная девочка, отличаясь от других детей только внешностью. К концу книги она прекращает говорить и общаться с людьми. Мясник считает, что она прекратила быть человеком. Она, очевидно, любит общество восставшего из мёртвых отца Шухарта — одного из порождений Зоны (см. ниже).
- Мосол Катюша (наст. имя Рафаэль) — управляющий в бардачке Ричарда Г. Нунана. В его обязанности также входило скупать хабар у «приручённых» молодых сталкеров, а также наблюдать за действиями сталкеров-ветеранов. Мослом его прозвали за чудовищные кулаки, а Катюшей он звал себя сам в полной уверенности, что это имя великих монгольских царей.
- Остин — лаборант доктора Панова.
- папаня Шухарт — отец Рэдрика, рабочий местного завода, умерший до Посещения и позже вернувшийся домой в качестве «муляжа» (ожившего мертвеца из Зоны, см. ниже).
- Ричард Герберт Нунан — работает под прикрытием, официальная легенда — представитель поставщиков электронного оборудования при Хармонтском филиале МИВК. На самом деле сотрудник компании или, возможно, спецслужбы, которая негласно контролирует деятельность сталкеров. Сдружился с Рэдриком с целью получения информации. Именно Нунан рассказал Рэдрику о заказчиках, желающих получить образец «ведьмина студня». Также весьма вероятно, что именно он подставил Рэдрика, когда тот во второй раз был арестован. В пользу этого говорит то, что Нунан назначил Шухарту встречу в «Боржче» именно на то время, когда там его ждала засада во главе с капитаном Квотербладом.
- Рэдрик Шухарт  (Рыжий) — главный герой произведения. Сильный человек, озлобленный нелёгкой жизнью. Обладает высочайшим чутьём на опасность и потому успешно ходит в Зону. Очень любит свою семью (Гуту и Марию) и друзей (Гуталина, Ричарда Нунана, Кирилла Панова), при этом изменяет жене с Диной Барбридж. Из-за постоянного стресса злоупотребляет табаком и алкоголем.
- Стервятник Барбридж — один из первых сталкеров. Ему принадлежит находка уникального артефакта — Золотого шара. Первоначально носил прозвище Битюг, кличку Стервятник получил за то, что часто возвращался из Зоны без напарников (по всей видимости, бросая их на произвол судьбы, оставляя умирать в различных аномалиях или намеренно принося в жертву «ловушкам», используя в качестве «отмычек»).
- Суслик (ранее Красавчик) Диксон — полусумасшедший калека, бывший сталкер, попавший в так называемую «мясорубку», но выживший после этого. В изувеченном состоянии был вынесен из Зоны Стервятником Барбриджем (который, вероятно, опасался расправы со стороны других сталкеров, если бы снова вернулся один), за что впоследствии был ему пожизненно благодарен и работал в его доме в качестве прислуги.
- Тендер — второй лаборант доктора Панова.
- Хрипатый Хью — скупщик артефактов.
- Эрнест — владелец заведения «Боржч» (Кирилл настаивал на названии «Борщ»), скупщик артефактов. Сдал Шухарта капитану Квотербладу, позднее сел в тюрьму.

## Клички других сталкеров
Боб Горилла, Фараон Банкер, Пит Болячка, Слизняк, Норман Очкарик (наст. имя Стефан Норман), Каллоген, Стервятник, Гундосый Гереш, Курёнок Цапфа, Карлик Цмыг, Линдон-Коротышка, Мослатый Исхак, Носатый Бен-Галеви, Креон Мальтиец, Счастливчик Картер, Ражба, Кактус (наст. имя Джонатан Майлз), Красавчик, Суслик, Пудель, Хлюст.

## Аномалии
- «Бродяга Дик» — так учёные называют предположительный источник шума на заводе. Валентин Пильман сравнил его с «бесчинствующим заводным медвежонком». Возможно, единственный обитатель Зоны.
- «Ведьмин студень» («коллоидный газ») — некая текучая субстанция. Хорошо проникает сквозь кожу и любую другую органику, пластик, металл, бетон. Единственный материал, который ему «не по зубам» — специальные фарфоровые сосуды. Почти всё, с чем реагирует, превращает опять же в «ведьмин студень». В книге описывается, как Стервятник Барбридж, наступив в «ведьмин студень», получает серьёзную травму ног: «ожоги» кожи, а кости превратились в резиноподобную массу. При этом поражение начало распространяться далее, поражая здоровую плоть и кости. Единственным методом помощи является срочная ампутация поражённых конечностей. В связи со сложностью транспортировки и опасностью для человека «ведьмин студень» не подлежит исследованию, его запрещено выносить из Зоны. Шухарт нарушил этот запрет, вынес фарфоровый контейнер со «студнем» вместе с раненым Стервятником, но не хотел продавать и спрятал контейнер в гараже. Решился продать его, когда понял, что его надолго посадят в тюрьму, и перепрятал под телефонную будку. На вырученные деньги его жена и дочь должны были быть обеспечены в течение всего срока заключения. Возможно, именно этот контейнер исследователи из Карригановских лабораторий позднее открыли манипуляторами, что привело к крупной катастрофе: здание лаборатории было частично разрушено; растворив перекрытия, студень вырвался наружу и опустился через все этажи до подвала, погибло 35 человек, более 100 было изувечено.
- «Весёлые призраки» — аномальные воздушные турбулентности в определённых участках Зоны, представляющие опасность для человека. Упоминаются в книге как легенда, однако в последней главе Рэдрик Шухарт видит эту аномалию с безопасного расстояния.
- «Зелёнка» — неизвестная субстанция, способная течь по земле и, вероятно, опасная для человека (упоминается эпизод, когда Рэдрик Шухарт и Артур Барбридж два часа пережидали поток «зелёнки» на холме).
- «Комариная плешь» — область с аномально высокой (в тысячи раз) гравитацией, в научном кругу известная как «гравиконцентрат». В книге упоминается потерпевший крушение вертолёт, попавший в «комариную плешь», сплющенный в тонкий «блин». Сталкеры обнаруживают их, бросая гайки[18].
- Живые покойники, или муляжи, — автономные блуждающие тела людей, похороненных в Зоне до Посещения. Обычно «муляжи» покидают Зону и возвращаются в дома, где человек раньше жил. Упоминается также, что отдельные части тела «муляжей» полностью автономны. Часто их ошибочно называют «ходячими мертвецами». Движения «муляжей» неуклюжие и резкие, напоминают движения механической куклы, интеллект практически на нуле. Пытаются имитировать повседневные действия людей. В книге упоминается, как Рэдрик Шухарт и Стервятник Барбридж видели так называемого «этого», сначала блуждающего среди могил, потом бредущего вдоль дороги. На следующий день этот пришёл к себе домой. Также к Рэдрику Шухарту пришёл домой его отец, умерший задолго до Посещения. Рэдрик пытался воспринимать его как члена семьи и подрался с санитарами, которые собирались увезти его отца для исследований. Из разговора Рэдрика с Ричардом Нунаном можно заключить, что находиться рядом с мертвецом полезно для здоровья: «…От них здоровье исходит. — Да, я знаю».
- «Мясорубка» — смертельно опасная аномалия. При попадании в её поле действия предмет или существо моментально скручивает, деформирует и разрывает на части. Внешне почти не заметна. Описана как «прозрачная пустота в тени (ковша экскаватора)». «Мясорубка» находится непосредственно на подходе к Золотому шару. За всё время существования Зоны из «мясорубки» живым вышел только один сталкер — Красавчик Диксон, получивший впоследствии кличку «Суслик» (его, изуродованного, вытащил из Зоны Барбридж). По наблюдениям сталкеров, после «срабатывания» «мясорубка» на некоторое время становится неактивной[источник не указан 575 дней]. Эту особенность использовал сталкер Барбридж, пропуская в мясорубку ничего не подозревающих напарников, чем обеспечивал безопасный проход для себя.
- Ржавое мочало — что-то похожее на мочало, «растёт» на телевизионных антеннах в Чумном квартале (некогда жилой квартал, оказавшийся в Зоне Посещения). При соприкосновении с металлом моментально вызывает сильную коррозию и постепенно переходит на него. В связи с этим транспортировка «ржавого мочала» затруднительна. Не подлежит исследованию.
- «Жгучий пух» — некое вредоносное переносимое ветром образование, одно из немногих, от которого можно защититься ношением защитного костюма. По непонятной причине не выносится ветром за пределы Зоны.
- Серебристая паутина — тонкие блестящие нити неизвестного происхождения, замеченные Рэдом в гараже. Прочность нитей небольшая, примерно как у обычной паутины. Описан один случай смерти человека (Кирилл Панов) от разрыва сердца предположительно после случайного соприкосновения с паутиной через защитный костюм. Смерть наступила внезапно, без каких-либо предшествующих признаков, через некоторое время после выхода из Зоны.
- Пастухи — люди-мутанты, живущие в Зоне со дня Посещения. Вскользь упоминаются Рэдриком Шухартом.

— Я знаю, рассказывают, что в Зоне будто бы кто-то живёт. Какие-то люди. Не пришельцы, а именно люди. Будто Посещение настигло их тут, и они мутировали… приспособились к новым условиям. Вы слыхали об этом, мистер Шухарт?
— Да, — сказал Рэдрик. Только это не здесь. На северо-западе. Пастухи какие-то.

- Тени — аномальные тени от освещённых предметов в Зоне. Как правило, находятся не с той стороны предметов, часто тень направлена к солнцу. Возможно, это явление безопасно, но сталкеры предпочитают сторониться его.
- «Чёртова капуста» — упоминается только один раз, как некое опасное образование, выстреливающее вредоносные частицы. От «плевков» предохраняет ношение защитного костюма.

В книге также описано много других явлений, не имеющих названия.
Интересно, что влияние Зоны сказалось даже на тех хармонтцах, которые и близко к ней не подходили. С некоторых пор стали замечать, что как только эмигрант из Хармонта, присутствовавший при Посещении, поселяется в другом городе, в этом городе резко увеличивается количество катастроф и несчастных случаев. После этого эмиграцию из Хармонта запретили.

## Артефакты Зоны
Предназначение предметов, найденных в Зоне, несмотря на двадцать лет изучения, оставалось неизвестным. Доктор Пильман считал, что человечество, используя некоторые артефакты, просто «забивает гвозди микроскопами».
- «Белый обруч» (название условно, возможно, этот объект обозначает упоминаемый в книге термин из жаргона сталкеров — «белая вертячка») — белое кольцо из лёгкого металла. Если насадить его на ось и слегка раскрутить, продолжает движение до тех пор, пока силой не будет остановлено. Первый найденный в Зоне «вечный двигатель». По ошибке сначала был принят за «браслет» (см. ниже), однако отличается цветом, весом и диаметром. В книге упомянут единственный экземпляр этого объекта (найден Шухартом).
- «Браслеты» — металлические кольца, благотворно влияющие на здоровье человека.
- «Булавки» — небольшие, напоминающие булавку объекты, которые при определённых условиях начинают «говорить», то есть излучать последовательности цветов видимого спектра.
- «Золотой шар» («Машина желаний») — объект, имеющий форму шара медного цвета. Согласно легендам, обладает способностью исполнять желания, но не любые, а только самые сокровенные. Однако по утверждению Барбриджа, обнаружившего артефакт, шар может исполнить лишь то, у чего есть хоть крошечная вероятность осуществления (например, вечная жизнь не имеет шансов на осуществление, а рождение здоровых детей у сталкера вполне вероятно). Однако ни одна версия работы артефакта в книге не подтверждена.
- «Зуда» — устройство, вид и форма которого в книге не описаны. В активном состоянии (для инициации достаточно сдавливания между пальцами) каким-то образом воздействует на людей и животных, вызывая чувства страха и дискомфорта. По мнению Рэдрика Шухарта, первыми работающую «зуду» чувствуют собаки.
- «Пустышка» («гидромагнитная ловушка», «объект 77-Б») — два металлических диска, размером с чайное блюдце, пространство между которыми ничем (кроме воздуха) не заполнено, но которые при этом сохраняют взаимное расположение при произвольных нагрузках. В книге упоминаются «малые пустышки» (естественно предположить, что есть и большие). Была найдена и отправлена на исследование как минимум одна «пустышка» с содержимым — вязкой жидкостью синего цвета, возможно — ведьминым студнем.
- «Смерть-лампа» — устройство, вырабатывающее излучение неизвестной природы, губительно влияющее на земные организмы. В произведении упоминается только рассказ о единственном случае нахождения устройства:

Восемь лет назад, — скучным голосом затянул Нунан, — сталкер по имени Стефан Норман и по кличке Очкарик вынес из Зоны некое устройство, представляющее собою, насколько можно судить, нечто вроде системы излучателей, смертоносно действующих на земные организмы. Упомянутый Очкарик торговал этот агрегат Институту. В цене они не сошлись, Очкарик ушёл в Зону и не вернулся. Где находится агрегат в настоящее время — неизвестно…

- «Чёрные брызги» («объекты К-23») — небольшие чёрные образования, имеющие форму шарика. Попадающий в них пучок света выходит с задержкой и на более низкой частоте. Применяются в ювелирном деле. Существует также предположение, согласно которому эти образования являются гигантскими областями пространства с иной метрикой, принявшими под воздействием нашего пространства компактную трёхмерную форму.
- «Этак», «вечная батарейка» (англ. ETernal ACcumulator) — малогабаритный неиссякающий источник электрической энергии. Артефакт нашёл широкое применение в технике и привёл к отказу от углеводородного топлива. При определённых условиях размножается делением. Одного «этака» достаточно, чтобы приводить в движение легковой автомобиль.

В романе также упоминаются другие различные артефакты, однако без каких-либо описаний:
- «Газированная глина» — косвенно описывалась лишь в эпизоде, когда сталкер Рэдрик Шухарт (Рыжий) выкладывал хабар на стол у себя дома. Находилась в банке.
- «Гремучие салфетки» — только упоминаются.
- «Губка» — только упоминается.
- «Иголки» — только упоминаются.
- «Рачьи глаза» — только упоминаются.
- «Синяя панацея» — возможно, является одним из типов «квазибиологической массы», которые упоминаются Валентином Пильманом в разговоре с Ричардом Нунаном и позволили совершить большой скачок в медицине.
- «Сучьи погремушки» — только упоминаются.
- «Шевелящийся магнит» — только упоминается.

## Награды и номинации
- 1978 год. Награда Джона Кэмпбелла, второе место за книгу года[19].
- 1978 год. После выпуска «Пикника на обочине» в США братья Стругацкие стали почётными членами «Общества Марка Твена» за «выдающийся вклад в жанр фантастики».
- 1979 год. На скандинавском конгрессе фантастической литературы книга была награждена премией Жюля Верна «За лучшую книгу года».
- 1981 год. На Шестом французском фестивале фантастики в Меце братья Стругацкие были награждены за лучшую иностранную книгу года.

## Адаптации

### Экранизации
В 1977 году чехословацкое телевидение сняло мини-сериал по мотивам повести под названием Návštěva z Vesmíru (Визит из космоса). Сериал был разгромлен критикой, и на данный момент о существовании каких-либо копий неизвестно.
В 1979 году был выпущен фильм Андрея Тарковского «Сталкер». Сценарий фильма был написан братьями Стругацкими и Андреем Тарковским по мотивам повести. Стругацкие переписывали сценарий неоднократно, в результате последняя версия, использованная для фильма, не имела почти ничего общего ни с первой, ни с самой повестью.
В 2000 году кинокомпания Columbia Pictures объявила о намерениях сделать высокобюджетную экранизацию под названием «После посещения» (англ. After the Visitation), в качестве постановщиков были приглашены Глен Морган и Джеймс Вонг. В 2006 году вместо них в этот проект был приглашён режиссёр Дэвид Якобсон. Тогда же была озвучена информация, что одну из ролей должен исполнить Джон Траволта. Впоследствии запись об этом проекте была удалена из IMDB.com.
11 сентября 2015 года в новостных лентах появилась информация, что кинокомпания WGN America объявила о начале работы над сериалом по книге «Пикник на обочине». Идею реализовывали сценарист Джек Паглен и режиссёр Алан Тейлор. В 2016 году появилось сообщение, что главную роль в сериале Roadside Picnic по мотивам повести сыграет Мэттью Гуд, а в феврале 2017 появился трейлер к сериалу. Однако после завершения пилота компания WGN отказалась от проекта. Компания-производитель сообщила, что попытается продать проект другим покупателям.
В 2012 году независимая кинокомпания Pilman Radiant Pictures выложила на YouTube результат пятилетней работы над инди-фильмом Vyöhyke (Зона) по мотивам повести Стругацких.

### Другие адаптации
- Советский радиоспектакль «Пикник на обочине» 1990 года. Сюжет сохранён с сокращениями и искажениями имён (так, город Хармонт превратился в Мармонт, а Мосол Катюша стал Канашей). В роли Шухарта — Николай Караченцов. Также в ролях — Владимир Кашпур (Барбридж), Юрий Васильев (Кирилл), Леонид Кулагин (господин Лемхен), Георгий Тараторкин (речь от автора).
- В 2003 году финская компания Circus Maximus спродюсировала театральную версию «Пикника на обочине», названную «Stalker»[31].

### Игры
- Любительские Roguelike-видеоигры для ДВК (1988 г.) и ZX Spectrum — «Сталкер» (1997 г.) и «Zone the Last Stalker» (1999 г.)
- В 2007 году вышла компьютерная игра «S.T.A.L.K.E.R.: Тень Чернобыля», использующая идеи книги и фильма. 22 августа 2008 года вышла вторая компьютерная игра серии — «S.T.A.L.K.E.R.: Чистое небо». В 2009 году вышла третья игра «S.T.A.L.K.E.R.: Зов Припяти». В 2024 году вышла четвёртая игра «S.T.A.L.K.E.R. 2: Сердце Чернобыля». Несмотря на большое количество материала, отсылающего к роману Стругацких (от основных терминов «сталкинг», «хабар», вплоть до идентичного наименования большинства аномалий), разработчики игры никак не упомянули о вкладе творчества писателей в свой проект из-за возникших проблем с авторскими правами.
- Настольная ролевая игра Stalker RPG, разработанная Вилле Вуорела с разрешения Бориса Стругацкого, была опубликована в 2008 году издательством Burger Games на финском и в 2012 году — на английском языке[32].
- Массовая многопользовательская онлайн-игра Stalker Online, открытый бета-тест которой стартовал в 2011 году. Также известна под названием Stay Out[33].

### Сценарий «Машина желаний»
Первый вариант сценария, написанный Стругацкими для будущего фильма Тарковского. Опубликован в полном собрании сочинений издательства «Текст». Также когда-то был размещён на официальном сайте братьев Стругацких. Имеет много общего с исходным произведением. Интересен тем, что в нём рассмотрен один из вариантов завершения сюжета: сталкер дошёл до места исполнения желаний, в полубессознательном состоянии попросил что-то, чего сам не разобрал, и оказался дома. Он видит, что его дочка осталась больной, а из большого мешка на его плече сыплются деньги. Описанный в сценарии сталкер — не Рэдрик Шухарт.
Существует также версия, опубликованная в альманахе «Сборник научной фантастики» 1981 года (выпуск 25). Эта версия несколько ближе к существующей экранизации.
В 2024 году при поддержке Первого канала и компании «Марс Медиа» начались съёмки художественного фильма под названинем «Машина желаний», на основе которого планируется создать целую медиафраншизу.

## Продолжения и подражания
- Александр Лукьянов, «Старик с обочины» (повесть, 2008).
- Александр Лукьянов, «Трейлер Старика» (повесть, 2010).
- Кир Булычёв, «Спасите Галю!» (рассказ, 1990)[36].
- Леонид Кудрявцев, «И охотник…» (рассказ, антология «Время учеников», 1996)
- Николай Романецкий, «Отягощённые счастьем» (повесть, антология «Время учеников», 1996)
- Никита Филатов, «Позолоченный шар» (рассказ, антология «Время учеников — 3», 2000)
- Сергей Стрелецкий, «Сердце Зоны» (рассказ, 2008)[37].
- «Христолюди», фантастическая повесть. Любительский перевод романа Д. Уиндема «Хризалиды», вышедшего в 1955 году, с незначительными вставками «под Стругацких».
- Книги и рассказы, посвящённые сталкерам и написанные под влиянием серии игр S.T.A.L.K.E.R.
- Дмитрий Силлов, «Пикник на обочине: Счастье для всех». Первый роман в серии «Пикник на обочине», позиционируется как прямое продолжение истории Шухарта. 2013.
- Чайна Мьёвиль, «Рельсы». Мир книги крайне похож на Зону. В одном эпизоде герой рассматривает артефакт, похожий на «пустышку» — «Трискель Стругацки».
- Майк Гелприн, «Хармонт. Наши дни» (АСТ, Астрель-СПб, 2014).
- Джефф Вандермеер «Аннигиляция»,Цикл «Зона Икс» (2014).
- Иори Миядзава[яп.] — Пикник в Потусторонье[яп.]" (2017) серия романов и одноимённая манга, где две девушки исследуют мир городских легенд[38].

## В культуре
- Термин «сталкинг».
- Stalk — компьютерная игра в стиле Roguelike, написанная в 1980-х для компьютеров Электроника-60 и им подобных. В 1999 году сделан порт на IBM PC[39].
- Кандидат психологических наук Наталья Фёдорова видела в повести развитие традиционной для российской культуры темы странничества. В образе сталкера она видела новый этап в развитии этого явления «как попытку физического выживания и преодоления экстремальных условий гипотетического будущего, так и разрешения внутреннего кризиса, связанного с индивидуальным мировосприятием»[40].